# Црква Сабора српских светитеља у Доброводици
Црква Сабора српских светитеља у Доброводици, налази се 5 km од Баточине и 20 km од Крагујевца и припада Епархији шумадијској Српске православне цркве. Грађена је у периоду од 1990. до 1997. године. 

## Историјат
Изградња цркве започела је у мају 1990. године. Први Црквени одбор чинили су: Драгомир Милановић, Јован Јовановић, Светислав Милановић, Слободан Добричић, Радослав Стефановић, Бранислав Милановић, Слободан Ђорђевић, Радивоје Радосављевић, Ђурђе Ивановић, Предраг Радивојевић, Живота Обрадовић и Драгомир Димитријевић.
Црква је завршена 1997. године великим залагањем  Црквеног одбора, протојереја Радослава Петровића и протојереја ставрофора Милутина Петровића и прилозима Доброводичана и мештана широм државе и иностранства. Посвећена је Сабору српских светитеља. Освештана је 7. септембра 1997. године од стране тадашњег епископа шумадијског Саве.
Пројектант цркве био је архитекта Малиша Миленковић из Јагодине. Сестринство манастира Грачаница даровало је иконсотас, рад академског сликара Андреја Биценка.